# Vitpannad clownfisk
Vitpannad clownfisk (Amphiprion perideraion) är en fiskart som beskrevs av Bleeker 1855. Vitpannad clownfisk ingår i släktet Amphiprion och familjen Pomacentridae. Inga underarter finns listade i Catalogue of Life.
Denna fisk förekommer kring Sydostasien, norra Australien och i sydvästra Stilla havet. Den dyker till ett djup av 38 meter. Arten lever vid korallrev med korallen Heteractis magnifica. I samma område lever även Amphiprion akallopison. Honan lägger flera gånger per år ägg och antalet ägg per år uppskattas med 2000 till 4000. Individerna byter kön när de är 5,4 cm långa.
Vitpannad clownfisk påverkas när korallrev försvinner och några exemplar fångas och säljs som akvariedjur. Hela populationen anses vara stabil. IUCN listar arten som livskraftig (LC).

## Bildgalleri

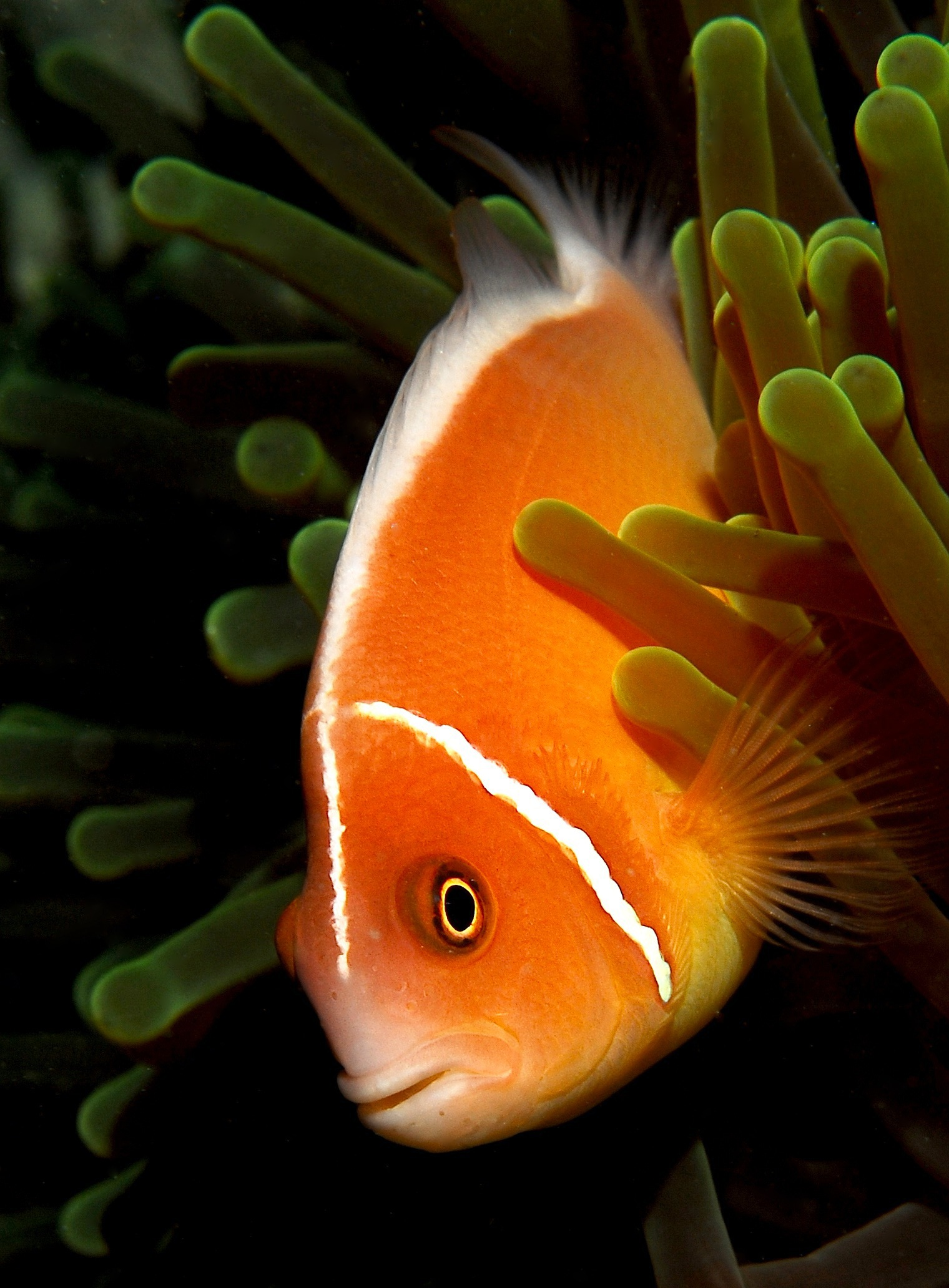
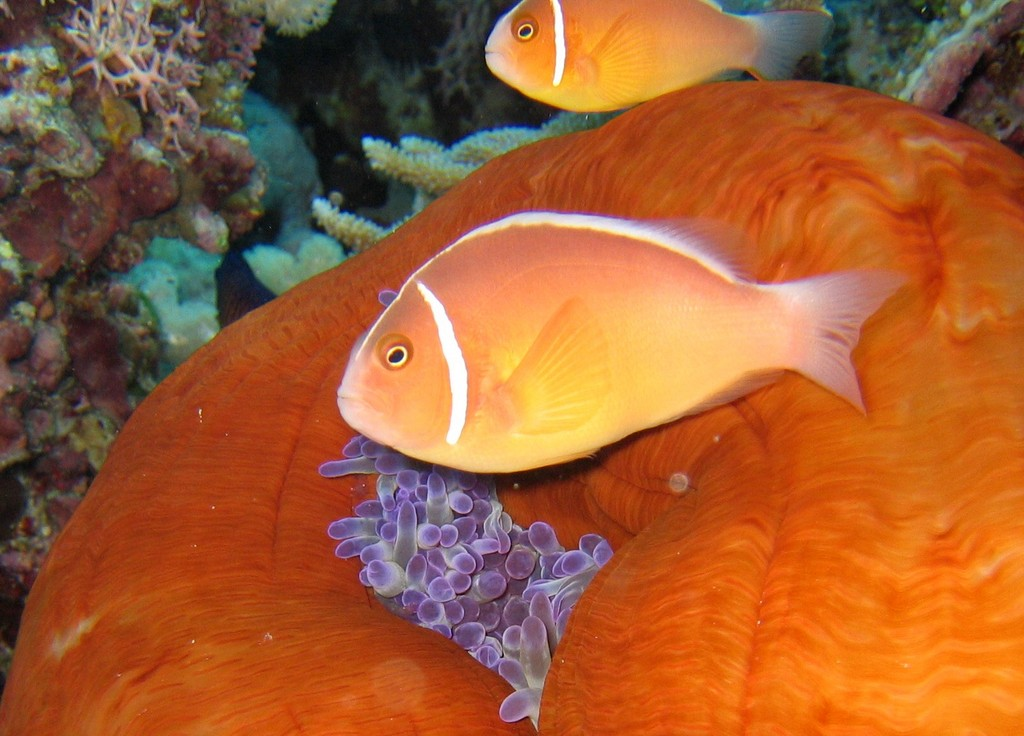
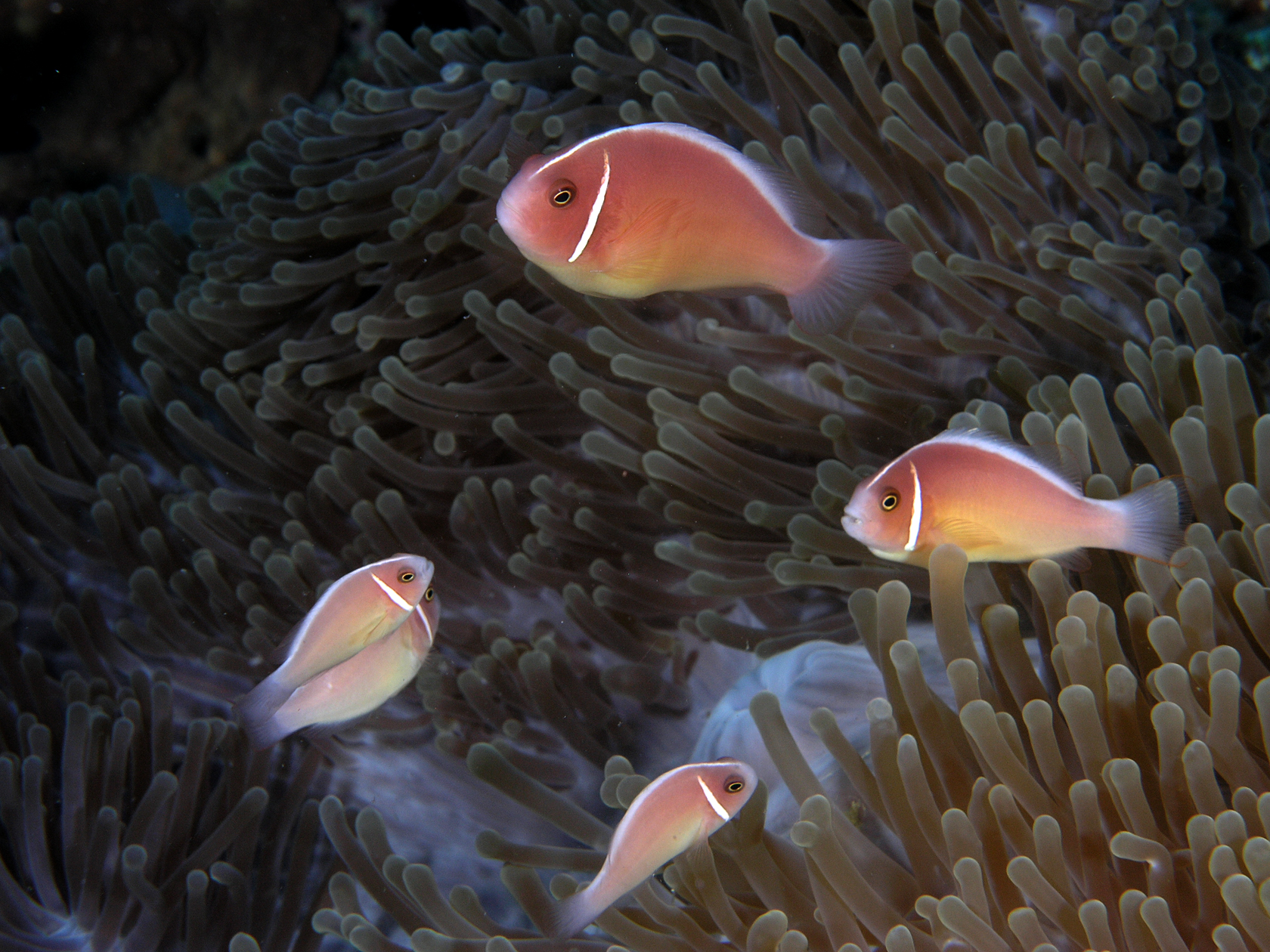
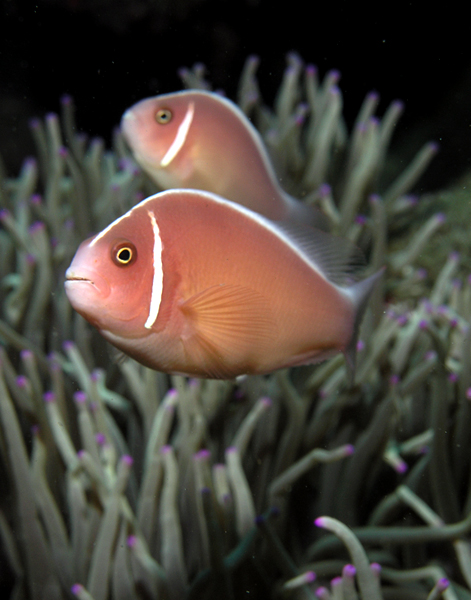
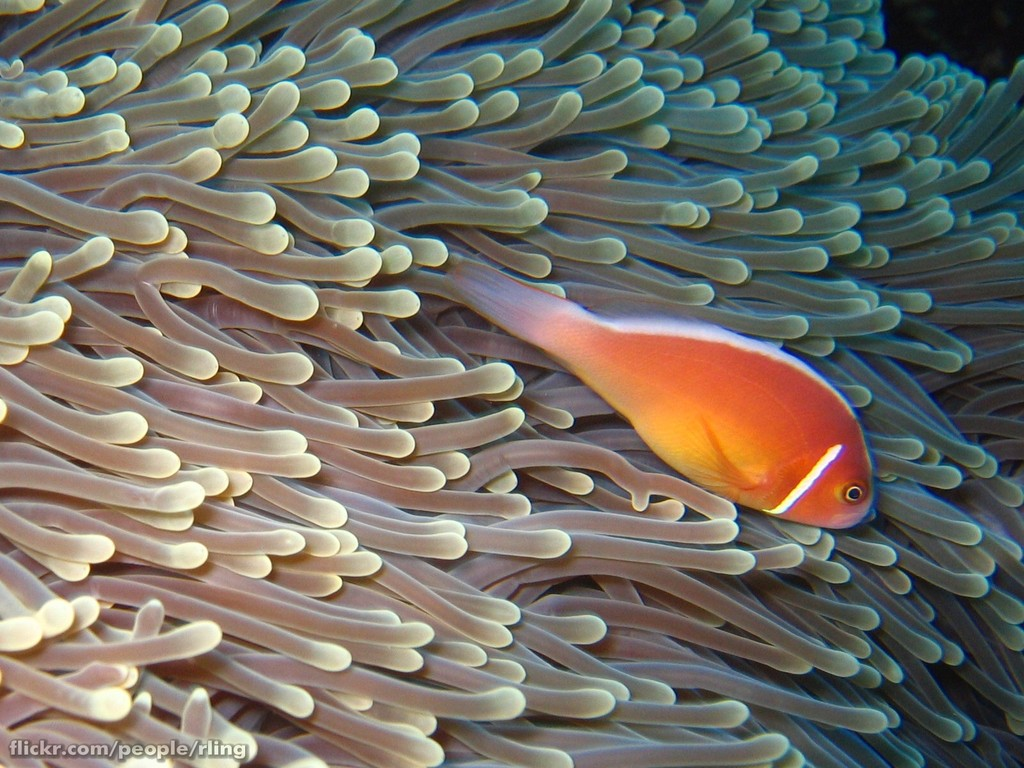
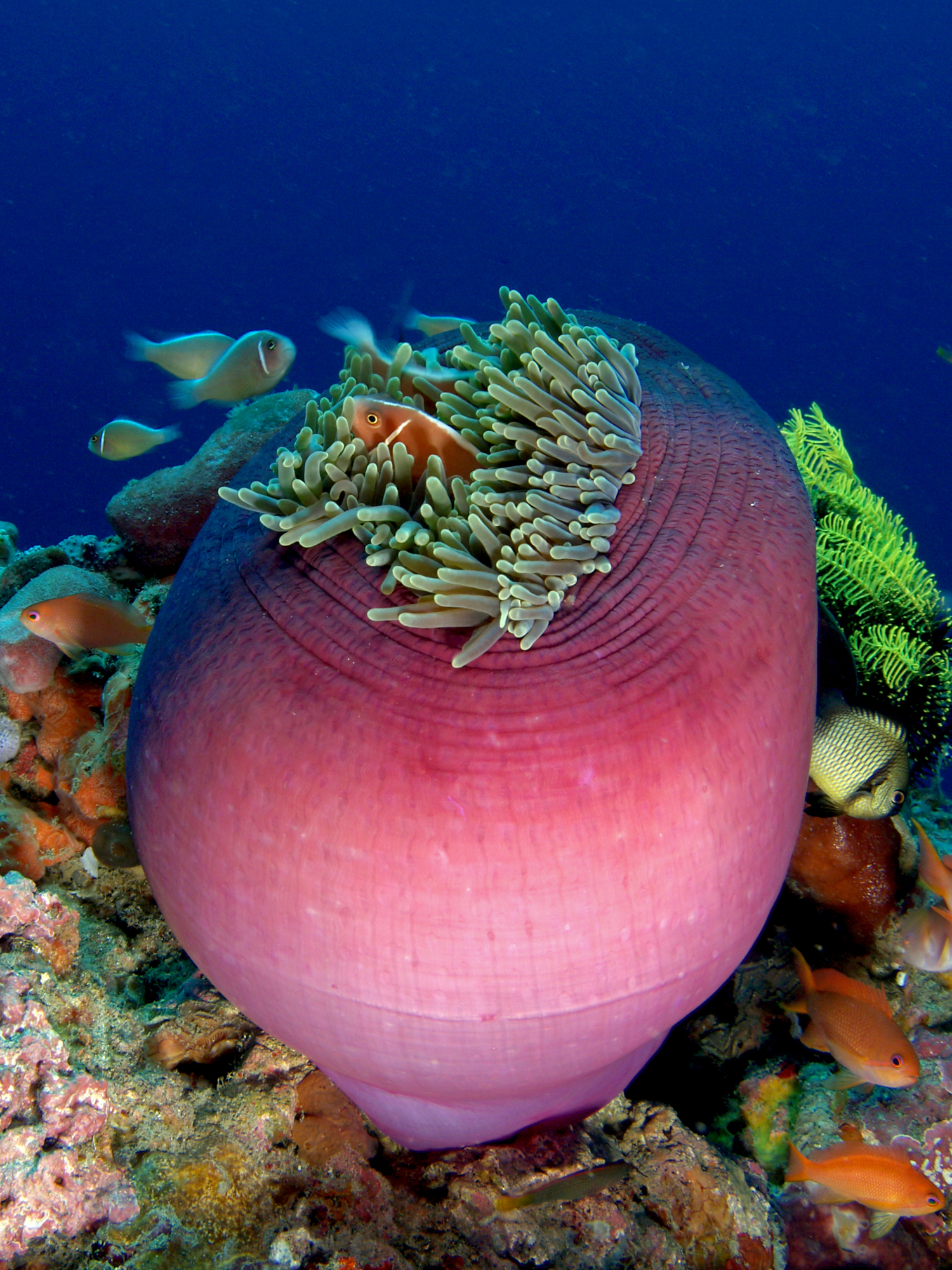